# Rudolf II. (Vexin)
Rudolf II. († 943) war ein Graf von Vexin, Amiens und Valois aus dem ersten Haus Valois im 10. Jahrhundert.
Er war ein Sohn des Grafen Rudolf I. (Raoul de Gouy) und vermutlich einer Tochter des Königs Karl III. des Einfältigen. Von dem Chronisten Alberich von Trois-Fontaines wurde er als nepos des Königs Ludwig IV. des Überseeischen genannt. 943 griff er den Grafen Heribert II. von Vermandois an und wurde im Kampf getötet.
Verheiratet war Rudolf mit einer Dame Liutgardis, die in zweiter Ehe den Grafen Galeran I. von Meulan heiratete. Sein Amtsnachfolger Walter I. könnte sein Sohn oder auch Bruder gewesen sein.
Rudolfs Biographie diente als historisches Vorbild für die im 12. Jahrhundert entstandene Chanson de geste „Raoul de Cambrai“.